# چرمی‌مزار
چرمی‌مزار (به ترکی آذربایجانی: Charmimazar) یک منطقهٔ مسکونی در جمهوری آذربایجان است که در شهرستان خیزی واقع شده‌است.